# Inkaras
AB Inkaras war ein Sportartikelanbieter in der zweitgrößten Stadt Litauens, Kaunas. Er produzierte die Sportschuhe. Das Unternehmen gehörte dem litauischen Konzern EBSW.

## Geschichte
1933 wurde die Gummi-Fabrik Akcinė bendrovė „Inkaras“ in Veršvai gegründet. 1937 wurde ein Fußballverein FK Inkaras Kaunas und später Inkaro-Stadion errichtet. In Sowjetlitauen wurde die Fabrik zu Kauno gumos dirbinių gamykla „Inkaras“. 1977 gab es 2350 Mitarbeiter. Der Betrieb hatte eigenes Kulturhaus. Das am 29. November 1990 gegründete staatliche Unternehmen (Valstybinė įmonė) "Inkaras" wurde am 19. November 1992 aufgelöst und am derselben Tag Akcinė bendrovė "Inkaras" (Präsident Andrius Pauliukaitis) registriert. Für das Management wurden einige Unternehmen errichtet. Das waren UAB "Inkaro holdingas" (Generaldirektor Arūnas Vilkelis) und Investicinė akcinė bendrovė "Investicinė Kauno holdingo kompanija" (Direktorin Jolanta Barysienė). Die Fabrik kaufte die Stoffe von UAB "Šilkas", AB "Alytaus tekstilė", AB "Litoda" und anderen. 1997 plante man die Kooperation mit Adidas. 2000 gab es ein Strafverfahren gegen das Unternehmen wegen der ausländischen Kredite.
Die Fabrik wurde insolvent. Am 1. Oktober 2012 wurde "Inkaras" aufgelöst. Das am 9. Dezember 1994 gegründete Handelsunternehmen UAB "Inkaro avalynė" wurde am 29. August 2002 aufgelöst. Nach der Insolvenz wurden 3000 Mitarbeiter arbeitslos. Es gab Hunger-Aktionen. Das Verteidigungsministerium Litauens kaufte Schuhe für 0,5 Mio. Litas, obwohl es früher bei Inkaras keine Produktion kaufte. Nach den Streiks der Inkaras-Mitarbeiter wurde ein staatlicher Fond Garantinis fondas für die Zahlung der Löhne an Mitarbeiter insolventer Unternehmen errichtet.

## Leitung
- 1946–1955: Leonas Mackevičius (1913–2000), sowjetlitauischer Politiker und Ingenieur, Minister, Vizeminister
- Česlovas Maciulevičius[13]
- 1991–1999: Andrius Pauliukaitis[14]